# 小説ウィザードリィII 風よ。龍に届いているか
『小説ウィザードリィII 風よ。龍に届いているか』（しょうせつウィザードリィツー かぜよ。りゅうにとどいているか）はコンピュータRPGの古典的名作『ウィザードリィ』（Wizardry）PC版第3作（ ファミコン版第2作）である『リルガミンの遺産』を題材にした小説。著者はベニー松山。

## 概要
宝島社の『ファミコン必勝本』に連載され、加筆・修正されて1994年9月に同社より単行本が出版された。イラストは高橋政輝。その後、2002年10月に創土社より上下巻で復刊。創土社版の下巻には著者が『ウィザードリィ小説アンソロジー』に書下ろした、本作と関連する短編『不死王』も再録されている。
著者の前作『隣り合わせの灰と青春』における独自設定やキャラクターを引き継いだ続編でもある。元となるゲームにおいて、キャラクターを前作から転送することで、「先祖の素質を受け継いだ優秀なキャラクター」を使えるというシステムがあったが、本作においても前作の登場人物の転生や、先祖から技能を受け継いでいるといった設定でそれが反映されている。また、連載中にアスキーより発売されたファミコン版第3作『ダイヤモンドの騎士』に登場した設定やキャラクター、物品なども随所に取り入れられている。

## ストーリー
古代の魔法文明を壊滅させた「魔神マイルフィックの大災厄」から約千年、突如として天変地異が世界中を襲う。西方世界の大国であり、約百年前の魔人ダバルプスによる反乱と征服時以外には、神の力によって守られ何時の時代も平和と繁栄を享受してきた聖都「リルガミン」もまた例外ではなく、自然災害とそれから来る食糧不足によって王国は危機に瀕していた。この事態を受けてリルガミンの賢者達は、天変地異の原因を究明すべく、世界の森羅万象を映し出すといわれる「神秘の宝珠」を求める。
その「宝珠」があるといわれる、龍神ル'ケブレスの住まう高峰、「梯子山（スケイル）」の大迷宮を探索、踏破すべく、主人公ジヴラシアをはじめ、かつての英雄の子孫も含めた多くの冒険者がリルガミンに招集された。
迷宮探索が始まってから約一年、多大な冒険者の犠牲を払いながらも、「宝珠」探索は大詰めに迫り、ジヴラシアは「宝珠」を手にすべき最後の探索に向かうパーティを迷宮入口まで見送る。しかしその帰路、ジヴラシアは不吉な予兆を眼にし、その翌日地震が起こり、岩石の崩落で迷宮の入口が塞がれる。そして今まで見たこともない怪物、「妖獣（ゼノ）」がリルガミンに侵入し、冒険者達を襲い始める。ジヴラシア達は、迷宮に取り残された仲間を救出し、「妖獣」の正体と天変地異の原因を突き止めるべく、前人未到といえる「梯子山」外壁の登頂に挑む。

## 主な登場人物

### 主人公チーム
「梯子山」の探索では、「善」の戒律の者が侵入できないフロアと「悪」の戒律の者が侵入できないフロアがあるため、その対策のため、基本的には「中立」の者を中心に、探索の進行に合わせて「善」のメンバーと「悪」のメンバーを交代するという、編成が組まれる。主人公ジヴラシアおよび戒律を同じくするディーとザザは、後述する「中立」のメンバーであるガッシュ、フレイ、ボルフォフと同じチームである。後述する「善」のメンバーであるマイノス、エレイン、アルタリウスもまた、ガッシュ、フレイ、ボルフォフと同じチームである。すなわち「善」「中立」「悪」のメンバーで一組のチームを構成して「梯子山」の探索を行っている。
ジヴラシア
人間族の男性で、「熟達者（マスター）」に達した忍者。戒律は「悪」。後述のディーやザザなど親しい仲間からは、「ジヴ」という愛称で呼ばれている。本作の主人公であり、本作は基本的に彼の一人称である「俺」で進行する。世界各地をめぐる隊商の長の子だったが、先祖は「ワードナの迷宮」に挑んだ忍者らしく、その素養が強く受け継がれている。20歳のときにリルガミン市に来て、本作の時点では21歳。
精悍な風貌で、非情な戦闘機械といわれる忍者には似つかわしくない、陽性を感じさせるいなせな好漢だが、己を鍛え上げ戦闘力を高めることに強いこだわりを持つ。しばしば単独で迷宮にもぐり、忍者装束を纏って迷宮の闇に隠行し、超人的な体術と指先まで鋼の如く鍛えた徒手空拳術で相手の急所「死点」を突いて怪物をしとめるという、狂的なまでの鍛錬を繰り返している。
戦闘においては徹底して感情を排し、油断につながる「嬉」や、自分の動きを殺す「恐」などを抑えて、きわめて冷徹かつ効率的に戦闘を展開する。この精神的なものも含めた戦闘スタイルは、忍者の修行を基礎からじっくりと鍛錬した者のみ可能である。また190センチメートルの長身を忍者特有の肉体改造によって鍛えた筋肉で包み、「熟達者」まで己を鍛え上げたジヴラシアは、跳躍で全身の筋肉を撓めて、一気にそれを繰り出しながら手刀を振るうことによって、「真空の刃」を作り出すことが出来る。
『隣り合わせの灰と青春』の登場人物「ジャバの転生者」（命名は産婆となったエルフによるもので、先祖の名前の響きから取られているとのこと）。少年時代に出会った初恋の少女を守れなかった悔しさから、自分から悲しみを退けるため力を渇望するようになった。リルガミンの女王ベイキは、その少女の面影を感じさせ、本作において、自ら「梯子山」の迷宮に挑もうとするベイキに力を貸そうと思ったのはそのためだが、物語が始まった時点では、その記憶は意識の底に沈んだ状態で、「トレボー城塞」のマスターニンジャ（後述するウェストウインド）の過酷を極める修行を成し遂げて忍者となり、「宝珠」探索でその力を振るいながらも、なぜ戦いと強さを自分は欲するのかを思い出せないまま、むなしさを感じていた。そしていつしか、戦士として最高の素質を持つ仲間のガッシュを自分と比較し始め、超えなければいけない「壁」として意識するようになっていく。そして迷宮の入り口が塞がれ、ガッシュたちの生死が不明となったことを知った時、自分でも説明のつかない強烈な衝動に駆られ、「梯子山」登頂に挑む。パルパの協力にアドリアンとベイキも参加し、「梯子山」登頂は成功するが、侵入口付近でディーのワイヤーロープが落石に直撃して切断されてしまい、ディーが落下しロープの切れ端を握ってしまいジヴラシアも落下し、登頂途中に張ったロープを掴んで地上激突は免るが、マイノスたちとはぐれてしまう。そのままでは体力を使い果たして地上落下は免れなかったが、途中地点のすぐ近くの壁を突き破ってロックが飛び出してきたため、開いた穴から迷宮に侵入する。その途中で遭遇した黒竜にトラウマを刺激されて発狂寸前に陥ったディーを救うために彼女を抱く。それ以降は冷静さを取り戻したディーと共にハイランス・フレイ・マイノス・ザザ・ガッシュ・アドリアン・ベイキたちと次々に再会し、ダバルプスとの最終戦まで戦い抜いた。
エピローグでは妊娠したディーと結婚し、八ヶ月ぶりにガッシュたちと再会する。
ディー
エルフ族の女性、「悪」の戒律の「熟達者」の魔術師。平均的に容姿が美しいエルフ族の中でも、際立った美貌の持ち主。迷宮探索が始まってから唯一残った女性冒険者で、最高位の魔術を修得しただけあり、一を聞いて十を知る知恵者である。気性が激しく、さっぱりした性格で、それを反映してか、火炎を操る魔術に特に長けている。
少女時代は、様々な種族が共存する小さくも豊かな村で平和に暮らしていた。家族である父親は狩人であり、母親は薬草の調合を上手としていた。ある日、「黒竜（ブラックドラゴン）」に村が襲撃され、目の前で黒竜に両親を惨殺された。その恐怖はディーに深く刻み付けられ、それから逃れるために、魔術を修得して竜すら殺せる熟達者を目指している。また、誰かの助けを求める潜在意識から、夜ごとに男とベッドを共にしていた。
大破壊が近く到来すると五賢者に告げられた後、ジヴラシアの「梯子山」登頂に同行し、途中で起こったアクシデントでマイノスたちとはぐれ、ジヴと二人きりになった後に遭遇した黒竜にトラウマを刺激され発狂寸前に陥るが、それがきっかけで彼と結ばれる。
その後再び黒竜と遭遇し、ジヴラシアや仲間たちと共に撃退し悪夢を振り払うことに成功。以後「ダバルプス」との最終戦まで戦い抜いた。
エピローグではジヴラシアと結婚し、妊娠した状態で八ヶ月ぶりにガッシュたちと再会する。なお、かつて険悪な関係だったベイキとは友の妻同士、姉妹のように仲良くなった。
ザザ
人間族の男性、「悪」の戒律の「熟達者」の僧侶。僧侶の家系に生まれる。ジヴラシアより2歳年上だが、無邪気な笑顔を常に浮かべている。冒険者仲間に対しては、たとえ異なる戒律の者にも礼儀正しく接し、ジヴラシアのような惚れこんだ者には面倒見も良い。またユーモアもある人物だが、敵対者には徹底して酷烈で容赦がない。戦士とはタイプが違うが、鍛え上げられた肉体を持ち、武器を使うことは少ないものの、僧侶の武器、槌（メイス）の扱いも一流である。ザザの数代前の先祖は、自らの僧侶の呪法に、東方の異教や様々な地方の土着の呪術を取り入れて、独自の呪法を編み出すということをしていて、ザザもその技術を受け継ぎながら、自らも、時に対立する宗派からそれぞれ法術を取り入れるといった修行をしていた。その過程で、敵対する宗派や部族が互いを容赦なく攻撃する様を見てきており、ザザの敵対者への姿勢はここからきているものと思われる。
『隣り合わせの灰と青春』の登場人物、「アルハイムの転生者」。前作ではジャバはアルハイムを「虫の好かない奴」と思っていたが、前世の縁で今作では、ジヴラシアの最も信頼するパーティの仲間の一人となる。
本作やCDドラマ『ハースニール異聞』によれば、アルハイムは『隣り合わせの灰と青春』の後にトレボー城塞でマルグダとアラビクの姉弟に出会い、後にダバルプスとの戦いにも協力した模様。
ジヴラシアの「梯子山」登頂にも同行し、途中ジヴラシアたちとはぐれながらもマイノスと協力して迷宮を突き進み、ジヴラシアたちと再会する。それ以降は一人で「アークデーモン」を仕留め、「デーモンロード」戦には参加しなかったものの「ダバルプス」との最終戦には参加した。
エピローグでは八ヶ月ぶりにジヴラシアたちと再会し、ディーが妊娠していることにいち早く気付いた。
ガッシュ
人間族の男性で、戒律は「中立」。「熟達者」の領域をもはるかに超えた戦士である。本来は平和を愛する心を持つが、故郷の村を襲ったある事態をきっかけに、自分が戦士としての天分を持つことを知り、冒険者を志す。身長は2メートルを超え、ジヴラシアの二回り以上ある巨体を屈強な筋肉で包み、そのパワーと磨き上げた剣技を持って繰り出される斬撃は、分厚く重い段平に剃刀の切れ味を与える。またその巨体に鋼の甲冑を着込みながらもしなやかな敏捷さを持ち、死線を潜り抜けたことで磨いた判断力や、直感の冴えなど、どれをとっても戦士として最高の資質に恵まれている。一方で、豪胆かつ爽快で、おおらかな気性を持ち、澄んだ眼に子供のような無邪気な色を浮かべる好漢である。物語冒頭で、「宝珠」を手にするべくフレイ、ボルフォフ、「善」のメンバーと共に「梯子山」に向かうが、「妖獣」の奇襲を受け、さらに地震による落盤によって迷宮内に取り残されてしまい、パーティは壊滅する。
後に迷宮内の戦いにおいて、「妖獣」に憑かれた仲間をやむなく自ら止めを刺したことで罪の意識に囚われ、自らの死を望んで無謀な戦いに挑んでいく。しかし、最後のジヴラシアとの決闘を経て、罪を背負いながらも生きてゆくことを決意する。
『隣り合わせの灰と青春』の登場人物で、ジャバとともにパーティを組んでいた「ガディの転生者」。
ガディはアルハイム達と共に「ダバルプスの呪いの穴」に挑み、最終的にはアラビク王子の装備を受け継いで「ダイヤモンドの騎士」となり、ニルダの杖を「呪いの穴」から奪還する。リルガミンを救った最大の英雄と言え、その中でマルグダ王女とも相思相愛になるものの、立場の違いから身を引かざるを得なかった。その魂を受け継ぐガッシュも、マルグダの末裔であるベイキにひそかながら恋心を抱いていた。
エピローグではベイキと結婚して「リルガミンの新たな統治者（国王）」となり、八ヶ月ぶりにジヴラシアたちと再会した。
フレイ
ホビット族の男性、「中立」の盗賊。風貌は人間の子供にしか見えないが、ホビットとしては立派な成人であり酒好きである。非力ではあるが負けん気が強く、忍者の体術に憧れてジヴラシアとの組手を続けている。組手のルールとして、ジヴラシアより前にフレイが攻撃を当てることができたら、ジヴラシアが秘蔵の酒のコレクションから、一本フレイに譲ることになっているのだが、ストーリー序盤の時点でフレイの勝ちはなく、金貨をジヴラシアに巻き上げられっぱなしである（ジヴラシアは「授業料」と称している）。しかし、生涯を通じて裸足のホビットは足裏を剛毛で覆われ、木靴のような硬さを持つため、組手で身につけた蹴り技は、見た目よりも遥かに危険な威力を持つようである。さすがに、その蹴り技を怪物に使うことはないが、ジヴラシアとの特訓は、後にフレイだけでなくジヴラシアをも助けることになる。ガッシュと共に「梯子山」の中に取り残されるが、「妖獣」の奇襲を受けながらもほぼ無傷で済み、「梯子山」の外へ救援を求めるため、持ち前の勇気で単独で迷宮を脱出しようとする。その途中でジヴラシアたちと再会し、ダバルプスとの最終戦まで戦い抜いた。
エピローグでは八ヶ月ぶりにジヴラシアたちと再会し、近くハイランスと二人で侍と忍者の発祥の地である東方の国に旅立つと告げた。また、冒険中にジヴから念願の初勝利を収めることが出来たため褒美として極上の酒を１本受け取った。
ボルフォフ
ドワーフ族の男性、「中立」の戦士。身長は150センチメートル弱。その剛力と低い重心から振りぬかれる斧の一撃は、ガッシュの剣に勝るとも劣らない威力を持つ。豪放だが、落ち着いて成熟した、パーティメンバーたちのまとめ役である。個性的なメンバーの同士の衝突（特にジヴラシアとマイノス）の仲裁役でもある。「妖獣」の奇襲を受け、ガッシュと共に迷宮内に取り残される。その時に、重傷を負ってしまう。やがて、その傷から「妖獣」の細胞体が増殖し、心身を乗っ取られかけるが、その寸前でガッシュの手により引導を渡され、人の尊厳を抱いたまま永久の眠りに付いた。
マイノス
人間族の男性、「善」の戒律の「ロード」で、もう少しで「熟達者」にも達しようとしている。僧侶の呪文もある程度使えるが、本職のザザに比べると未熟（オリジナルのゲームでもロードは呪文習得が遅い）で、マディなどの高位の呪文は使用できない。また正義感が強く仲間想いの熱血漢であり、優男の風貌からは想像もつかない凄まじいまでの気迫や闘争心の持ち主でもあるが、思ったことが隠せない直情的な性格のため相手の心情を察するのが苦手な一面も。
冒険者達の中で唯一リルガミンの王国騎士の称号を持ち、代々ロードの技能を受け継ぐ家系の出身である。そのため、リルガミン王家に対しては強い忠誠心を持つ。ジヴラシアとは、「善」と「悪」の戒律の対立を代表するかのような犬猿の仲で、顔を合わせるたび一触即発になる。ガッシュたちと共に「梯子山」に入り、見事「宝珠」を入手するが、その帰路パーティは「妖獣」の集団の奇襲を受ける。
パーティは散り散りになり、マイノスは瀕死の重傷を負いながらも辛くも「梯子山」を脱出し、その状態で王宮で「妖獣」の餌食になりかけた王女を間一髪で救う。同時にマイノスは「宝珠」も持ち帰っており、王女を救ったマイノスの姿と、常軌を逸した方法で「宝珠」を持ち帰ったこと（「妖獣」の攻撃とその後の脱出行で全身に深い傷を負い、特に右手は篭手ごと粉砕され、もう片方の手に剣を握っていた）を知ったジヴラシアは、次第にマイノスに一目置くようになり、「梯子山」の登攀を経て手強い剣士、即ち「頼りになる仲間」と認めるようになる。マイノスもジヴラシアを「ジヴ」と呼び、「友」と認め合うようになった。途中ザザと共にパーティの仲間と離ればなれになりながらも、その剣技と闘志、そして「アドリアン（後述）」から託されたエクスカリバーと聖なる鎧の力で修羅場を乗り越え、「ダバルプス」との最終戦まで戦い抜いた。
エピローグではガッシュ・ベイキ夫妻の護衛となり、八ヶ月ぶりにジヴラシアたちと再会した。
エレイン
エルフ族の男性、善の戒律の魔術師で「熟達者」。年齢は20歳に満たない。マイノスと同じく、ガッシュ達とパーティを組む冒険者。「悪」の冒険者に対しては冷淡な態度をとる。マイノスとは兄弟のように馬が合ったらしい。
迷宮探索中に「妖獣」に襲われ、マイノスの目前で最初の犠牲者となる。それを見て激昂したマイノスは、単身「妖獣」の群れに突進し、その混乱の末、迷宮の外までさ迷い歩く事になる。一方で「妖獣」に乗っ取られたエレインは、外から全く判別できない外見で油断させ、冒険者の宿に待機していた残りの冒険者達を全て餌食にする。しかし、ディーの転移（マロール）で駆けつけたジヴラシアによって倒された。
アルタリウス
ノーム族の男性、善の戒律の僧侶で「熟達者」。年齢は50歳前後。マイノス、エレインと共にガッシュ達とパーティを組んでいた。悪の冒険者達には最低限の礼儀を払う、理性的な態度を取っていた。
ガッシュ達と共に「妖獣」に襲われ、エレインと同じく体を乗っ取られる。妖獣の傀儡と化したアルタリウスは、異様な風体で王宮に現れてジヴラシア達の目の前で、王女を毒牙にかけようとする。しかし、その場に居合わせたジヴラシアの放った真空波によって倒された。

### その他の冒険者
探索を始めて当初は多数のチームが「梯子山」に挑んでいたが、探索を進めるなかで多くの犠牲者を出しており、1年を経た本作の時点ではジヴラシアたち主人公チームを含めて4チームのみが「梯子山」探索を行っている。ただしどのチームの冒険者もジヴラシアたち主人公チームと同様に、「熟達者」もしくは「熟達者」に近い実力をもつ猛者ばかりである。この4チームは宝珠の探索を競い合っていたが、探索を安全かつ迅速に進めるために「梯子山」の迷宮の怪物や罠の情報は、互いに交換しあっていた。ジヴラシアたち主人公チームの他に、ハイランスのチームとサーベイのチームともう一組のチーム（本作中で詳細な描写はされていない）の、3チームがある。
ハイランス
エルフ族の男性、「中立」の侍で「熟達者」。エルフには珍しく口ひげを蓄えている。ジヴラシアたちとは別のパーティを率いるリーダーで、一見するとひょうきんなお調子者だが、冒険者きっての戦術家で、極めて現実的かつシビアな判断を旨とする。また、魔法剣士である侍としての腕も相当なもので、後に「梯子山」の護衛「ミフネ」との出会いを経て、彼から「達人の刀」を託され、「居合」の極意も身につける。
勇敢な行動力を持つフレイとは、ハイランスのややもすれば慎重過ぎるきらいもあるところを補い合う、名コンビとなる。ガッシュたちが「梯子山」に向かった翌日、彼らの生死が不明になると、すばやい手回しで三部隊からなる救援隊を組織して「梯子山」に向かうも、やはり「妖獣」の奇襲を受けてしまう。更に、同時に落盤で迷宮と地上とをつなぐ出入口が塞がれてしまう。そして一人で迷宮を彷徨っていたところ、ミフネの思念が宿った「達人の刀」を拾ってしまい、ミフネに憑依されてしまう。しかし、ジウラシアの機転で憑依から解放され、ミフネの思念が成仏した後は託された「達人の刀」を使ってダバルプスとの最終戦まで戦い抜いた。
エピローグでは八ヶ月ぶりにジウラシアたちと再会し、近くフレイと二人で侍と忍者の発祥の地である東方の国に旅立つことを告げた。
ブライス
ハイランスとパーティを組む、悪の「熟練者」の僧侶。冒険者の宿でエレインと同化した「妖獣」に殺される。
ベイン
ドワーフ族の男性、悪の戦士。冒険者の宿でエレインと同化した「妖獣」に殺される。
アーカム
人間族の男性、悪の戦士。冒険者の宿でエレインと同化した「妖獣」に殺される。なお、アーカムが使用していた愛剣はジウラシアが拾い上げ、彼が「手裏剣」を入手するまで使用していた。
サーベイ
エルフ族の男性、善の僧侶。ハイランスが組織した救援隊の一人として、ハイランスとは別のパーティを指揮し「梯子山」に向かう。最期は黒竜の強酸のブレスを浴びて焼き殺された。
アルフ
ノーム族の男性、中立の「熟練者」の盗賊。年齢は30代半ば。サーベイとパーティを組む。迷宮内で「妖獣」に同化される。その後、ジウラシアに倒された。
ドードゥ
ドワーフ族の男性、中立の戦士。サーベイとパーティを組む。迷宮内で「妖獣」に同化される。その後、ガッシュに倒された。
バルザックス
エルフ族の男性、善の侍。サーベイとパーティを組む。最期は大気の巨人（エアージャイアント）の拳撃で圧殺された。
ポーリン
ホビット族の男性、善のビショップ。サーベイとパーティを組む。迷宮内で「妖獣」に同化される。その後、ガッシュに倒された。
シャイロン
ノーム族の男性で魔法使い。サーベイとパーティを組む。迷宮内で「妖獣」に同化される。その後、ハイランスに倒された。

### リルガミン王家
ベイキ
リルガミンの女王。17歳という若年の女王であり、天変地異の対策に立ち向かっているものの、宝珠探索に関する支援政策は的外れなものが多く、また冒険者を呼びつけては少女特有のヒステリックさで進捗状況を問い詰めるため、冒険者たちの評判はよろしくなかった。特にディーなどは美のライバルである事も合わせて反感を抱いていたが、ベイキ自身はまだ少女らしさが抜け切っていないので、美に関しては自分の相手にならないと見ていた。
しかし、世界の本当の危機的状況が明らかになるにつれて、精神的にも肉体的にも大きな成長を遂げる。今回の危機に立ち向かうべく、ニルダ神と王国騎士の英霊達に、伝説の聖剣「ハースニール」を授けられ、ジヴラシアたちと共に「梯子山」に挑む。
「宝珠」探索に集った多くの冒険者たちと同じように、彼女も約100年前のリルガミンの苦難の時代にあって、それを救った女王マルグダの転生者である。マルグダが愛したガディの転生した姿であるガッシュとは、約100年の時を超えて再びめぐり合う。当時は叶えられなかったガディへの想いも、ベイキは強く引き継いでおり、ガッシュ同様初めて会ったとき以来、お互い慕情を抱いていた。今回も立場のため、その思いは表に出せなかったが、何かと「宝珠」探索に口を出したのはガッシュに関わりたいがためであった様である。しかしガッシュの生死が不明になり、世界の破滅が目前に迫ったことを知った時、深く悲しみ、これまでの未熟さを払拭する大きな精神的変化を遂げる。その晩、「ニルダの杖」を奪還した英雄達の名が刻まれた銘碑の前で、為政者としての無力さや、自分のせいでガッシュを死に追いやってしまったのではないかなどの、思いの丈を打ち明け、ニルダ神と彼らに助力を祈る。
それに応える形で、ニルダ神と英霊たちはベイキにハースニールを貸し与え、「ベイキの愛する者こそ最後のダイヤモンドの騎士の血を引く者」であると告げられる。これによってガッシュへ踏み出し切れなかった思いが吹っ切れ、ガッシュを再び一目見るため、ジヴラシアと共に「梯子山」登攀に挑むことを決心する。それと共にベイキ本来の威厳や威徳が現れるようになり、ジヴラシア達を驚かせると共に、彼らも敬意を払うようになる。また、「梯子山」登攀に挑む仲間として認められるようになる。王宮育ちで戦闘は全く素人だが、高位魔術師としてダバルプスを打ち破った、マルグダの血と魂を受け継ぐだけあって勘は良く、ハースニールの魔力をすぐに使いこなして、ザザやマイノスをよくサポートしていた。一時は「偽不死王に捕縛される」が、ガッシュたちに助け出され、ダバルプスとの最終戦まで見届けた。
エピローグでは「ガッシュと結婚して王妃」となり、八ヶ月ぶりにジウラシアたちと再会した。なお、かつては険悪な関係だったディーとは友の妻同士、姉妹のように仲良くなった。
リルガミンの五賢者
ベイキのリルガミン統治を補佐して、様々な政策を採る賢者達。実質的には、ベイキが若年であるため、リルガミンの統治はこの五賢者が共同で摂政として執っている。五人がそれぞれ、人間、エルフ、ドワーフ、ホビット、ノームというこの世界を代表する種族である。今回の危機に際しても、「宝珠」探索の体制を整えたり、リルガミンの治安を維持したりなどで、その有能さを発揮している。彼ら全員、若い主君のベイキに対しては、娘のような愛情も抱いている。天変地異のリズムから将来の変動の予測をした結果、「大破壊（カタストロフィー）」の可能性が大きいことを、ベイキや冒険者達に伝えなくてはならなくなる。ベイキが「梯子山」登頂を決意した時は、わざわざ「梯子山」の麓まで見送りに行き、ベイキを昔の呼び方である「姫様」と呼んで別れを惜しんだ。
エピローグには直接登場はしなかったものの、ジヴラシアたちと再会するために出かけたベイキが彼らに置き手紙を残していた。

### ジヴラシアを助ける者達
アドリアン
「大破壊」を目前としたリルガミンに現れた謎の男。「妖獣」の餌食になりかけたジヴラシアを、未知の魔法によって間一髪で救う。「不死王」に滅ぼされた伝説の「森の彼方の国 ファールヴァルト」から来訪したと自称する。ジヴラシア以上の長身で深みのあるバリトンを持ち、人間離れした端麗な容姿を持つ。しかし、肌が日光に弱いらしく、日中は全身に濃い群青のローブをまとい、顔にもベールを被っている。従者に「せむしのリフラフ」を連れている。そのほとんどが謎に包まれた人物で、その考えは窺い知れないが、ふと人間味を帯びた顔を見せることもある。伝説的な魔法の武具をジヴラシア達に提供し、一定時間ある程度の高さ空中に浮かぶことが出来る「浮遊（リトフェイト）」の呪文など、その存在は、ジヴラシア達の「梯子山」登攀や、その後の迷宮での戦いで大いに助けになる。動機は不明ながら、ジヴラシアの「梯子山」登攀への参加依頼に二つ返事で承諾したことから、彼にも何らかの目的があって、「梯子山」の迷宮に入ろうとしているものと思われる。
その正体は『隣り合わせの灰と青春』に登場した、ワードナの側近だった「バンパイアロード」。ダバルプスが妖術で生み出した吸血鬼（後述）が「不死王」を自称して「梯子山」に潜んでいると知り、その吸血鬼とダバルプスの討伐のためジヴラシア達の冒険行に参加する。この設定は、ゲームの第一作と二作目の『ダイヤモンドの騎士』に登場する同名のモンスターが違う存在であることを述べたもので、一作目のワードナの忠臣だったのが彼、二作目に登場するほうがダバルプスが作り出したものであるようだ。二作目から約100年後の本作でも、ダバルプスはバンパイアロードを作り出して、自分が召喚した怪物たちの統括役にしていた。ダバルプスが生み出した「不死王」を自称する吸血鬼の容貌はアドリアンと、似ても似つかない不気味なものである。バンパイアロードの彼がなぜ、アドリアンを名乗るのか、自分以外に「不死王」を名乗るものを抹殺しようするのかの理由は、短編『不死王』に詳しい。
最大の標的であったダバルプスにも自ら挑むが、その前にアドリアンが偽不死王を消滅させた「不死の呪縛を解く呪法」を、それを遠隔で監視していたダバルプスに修得された上で同じ術を浴びせかけられ一旦は肉体が消滅した。しかし、アドリアンが自ら消滅を望まない限りは、その呪法を使われても滅びることはなく、復活する。ジヴラシアたちによって瀕死に追い込まれたダバルプスが飛び去ろうとした時には、アドリアンの肉体は上半身のみ再生し、ジウラシアの援護を受けてアドリアンはその状態でダバルプスに肉迫し、ダバルプスに突き立てた伸ばした爪から膨大な負の精気を送り込み、その肉体と霊魂を消滅させとどめを刺す。そして、一人崩壊する「梯子山」に残り、ジヴラシアたちにいつしかの再会を期して彼らの脱出を見送る。
エピローグには登場しないが、ジウラシアは、ただ一人の不死者として人の世を見守り続けるアドリアンにも、いつか安らぎが訪れる日が来ることを祈った。
リフラフ
アドリアンの従者であるせむしの男性。
その正体は「蝙蝠の獣人（ワーバット）」で、作中台詞は全く発しないが、終盤の戦いでジヴラシア達の大きな助けとなる。ダバルプスとの最終戦では、窮地に陥ったアドリアンを助けようとダバルプスに襲い掛かったが、ダバルプスの肉体となっている「妖獣」に喰われて死亡する。
エピローグでは身を賭してパーティを救ってくれた彼への感謝の気持ちとして梯子山の跡地に蝙蝠人の像が建てられた。
パルパ
「梯子山」登頂を成功させるため、マイノスが連れてきた70歳近い老人。リルガミン市から遠く北東に位置する高地の寒村に住んでいたが、天変地異による雷に村を灼かれたためリルガミン市に避難していた。彼らの部族は、険しい高地のみに生息する希少な薬草を売る事のみで生活の糧にしているため、特殊な器具を用いたり、断崖を登るための手足の使い方といったロッククライミングの技術を代々発展させて、伝えている。パルパはその部族の長老で、最も優れた技術の持ち主である。一線は退いているが、体の鍛錬は欠かしたことがないらしく、老人とは思えぬ膂力を持つ。「梯子山」登攀に挑むジヴラシア達にその技術を伝授するが、若いジヴラシア達に山から落ちて亡くなった孫達の面影を見たらしく、自分の前で必ず登頂に成功させてくれと、ジヴラシアと約束する。
エピローグには登場しないが、ジウラシアたちはパルパの誕生日を祝うために集まった。
ニンジャマスター（西風の称号 — マスター・ウェストウインド）
ホビットの老ニンジャマスターで、かつては、西に吹く冷たい風を思わせる暗殺者として「ウェストウインド」の異名をとり、「トレボー城塞」で忍者にクラスチェンジしようとする者に訓練をつけていた。しかし平和な時代に過酷な訓練を要する忍者になろうとする者はほとんどなく、自分の技能を埋もれさせたまま老いていくことに対して、失意の日々を送っていた。まだ12歳だったジヴラシアがその門を叩いた時は、冷やかしに来たのかと思ったがすぐにその素質を見抜き、弟子として受け入れる。それからは山に篭って、食事と睡眠以外は休みなく鍛錬を続けるという過酷を極める修行を7年間続け、自身の力と技の全てを彼に伝授する。修行が完成したその日、一人前の忍者となったジヴラシアに満足の行く最後の数年を送ることが出来たと感謝の言葉を伝えた。そして、「殺す風」にしかなれなかった自分とは違う忍者になって欲しいという願いを込め「自由な風になれ」という言葉を遺し、ジヴラシアに姿を見せないまま、風のように消えて生涯を終える。
後にマスターの「自由な風になれ」という忠告が、ジウラシアの中の妄執を断ち切る一因となる。
なお「ウェストウインド」の称号は、ゲーム第4作『ワードナの逆襲』のモンスター名に由来する。

### 約100年前の伝説の人物達、及び前作の登場人物
マルグダ王女
本作から約100年前、ダバルプスの圧制下にあった時代のリルガミンの王家の人間。王国をダバルプスから取り戻すべく、高位魔術師となり、アラビク王子と共にダバルプスを打ち倒す。その後、依然行方不明であった「ニルダの杖」を取り戻すべく、怪物の蠢く「ダバルプスの呪いの穴」に単身挑もうとしたところ、冒険者たちによって杖が奪還される。その際、マルグダ王女は、冒険者の一人と恋に落ちるが、立場の違いから悲恋に終わる。そして救国の英雄である冒険者達を王国騎士として迎え、自らは王位につき彼らと共にリルガミンの復興に尽力する。
アラビク王子
マルグダ王女の弟君で、ダバルプスを打倒すべく剣士として自らを鍛え上げ、「ニルダの杖」と共にリルガミンに伝わる神器、「ダイヤモンドの騎士」の武具を受け継ぐ。「ダイヤモンドの騎士」アラビク王子は、マルグダ王女と共にリルガミンを支配する魔物の軍勢を一掃し、奪われた王の間でダバルプスと壮絶な死闘を繰り広げる。長時間にわたる戦いの末、マルグダ王女がダバルプスの呪文を封じ込めた隙を逃さず、「聖剣ハースニール」の一閃で見事ダバルプスを討ち取る。しかしそれと同時にダバルプスは呪いの言葉を発し、これによって宮殿は崩壊し、アラビク王子は「ダイヤモンドの騎士」の装備と共に地底深くに飲み込まれる。
ダバルプス
約100年前にリルガミンを脅かした魔人で、本作の一連の事件の黒幕。約千年前に失われたはずの超魔法の数々を身につけ、魔界と契約を結ぶ。リルガミン内部で生まれたため、「ニルダの杖」に阻害されることなく台頭する。強大な魔軍をもってリルガミンを席巻して、王家の人間を皆殺しにし、一夜にして「リルガミンの僭王」となる。しかし、その時にマルグダ王女とアラビク王子を逃しており、6年後力をつけて戻ってきた彼らに討たれる。アラビクの「ハースニール」で首を飛ばされる。
首だけにされてもわずかながら残った魔力と執念によって生き残り、使い魔の大鴉によって「梯子山」に運ばれたのち、その山に住む「邪教徒（牙の僧侶）」によって祀られていた。邪教徒の狂的で熱烈な信仰によって、ダバルプスは徐々に力を取りもどし、やがて「梯子山」に降り立った「妖獣」の一体に寄生される。本来ならそのまま乗っ取られるところを、ダバルプスはその魔力と精神力で、逆に「妖獣」の正体を読み取って、その肉体をわが物にし、精神レベルでも「妖獣と融合」した。もはやダバルプスにとって人類は、同族「妖獣」が繁栄する為の苗床で、滅ぼすべき先住者でしかなくなっている。
ダバルプスは「妖獣」の「気象制御装置」と、いまだ配下にある「魔界の軍勢」をもって、再び人類絶滅を画策するが、本作ではダバルプスの出生や、彼が人類を呪う様になった経緯が語られている。「ニルダの杖」で外部に対して絶対的な防御を持つゆえ、リルガミン内部のみで繁栄を続けていくうちに生じた腐敗が、ダバルプスという魔人を生み出す背景になったことが分かる。実はダバルプスも、アラビクやマルグダと同じく王家の血を引く人間だったが、不義の出生とされたために存在を抹殺され、闇の道を歩むことになる。ジヴラシアたちもまた、そのダバルプスの辛苦と憎悪、怨嗟に塗れた記憶を垣間見ることになる。
最期はジヴラシアたちに大破壊を阻止され、自身も瀕死のダメージを負って飛び去ろうとしたところ、上半身だけ再生したアドリアンに爪を突き立てられ、膨大な負の精気を注ぎ込まれて消滅した。
ハ・キム
前作『隣り合わせの灰と青春』に登場したホビットの忍者。前作で凄惨な死を遂げたが、「ある物」に対する執着から現世と向こうの世界の間というべき空間に留まる。物語中盤にジヴラシアもその空間に行く事になるが、そのジヴラシアを、世界の危機の原因を解き明かすべく、「世界そのもの」に頼まれ、過去の歴史の垣間見ることができる世界に案内する。ジヴラシアに「お前は、気性は先祖よりも、むしろ俺に似通っている」と指摘し、「こだわりには、いい加減で見切りをつけるのを忘れるな」と忠告した。
また、ハ・キムに案内された過去の世界でジヴラシアは、前作の主要登場人物達、スカルダ、サラ、ガディ、ベリアル、シルバー、ラシャ、アルハイムの姿を見る。「ワードナの迷宮」の戦いでは、ジヴラシアの前にスカルダの背中があり、スカルダはワードナに「気」の斬撃を振るう。その後、ベリアルとアルハイムが、ラシャを救うべく呪文を唱えているところで、『隣り合わせの灰と青春』時代の映像は終わる。
最後はジヴラシアとガッシュの決闘の最中、紙一重の決着の刹那の間にジヴラシアに思念で語りかけ、ジヴラシアの中の妄執を断ち切るための忠告をした後、執着していた「ある物が消滅した」こともあってか成仏していった。

## 用語

### 武具、神器
ニルダの杖
リルガミン初代王が精霊神ニルダから授けられた聖なる杖。王都全体を、まさに神の力といえる完璧な防護結界で包み、王都に害を及ぼすあらゆるものの干渉を退ける。地震や寒波を引き起こす超魔法を用いても通用せず、少しでも都市への害意を秘めた者の侵入を妨げる。また、遠隔地からの魔術による偵察も不可能で、その昔リルガミン侵攻を計画した他国の軍師の中には、あまりの情報の少なさに気がふれた者もいるらしい。
本作から約千年前の、魔神マイルフィックによる大災害からも都市を守り、その当時の魔法の文献も失われずにリルガミンに残された。しかし杖の力は、都市の内部に対しては働かないため、リルガミンで生まれ育った魔人ダバルプスの台頭だけは防げなかった。ダバルプスがリルガミンの僭主であった時期はその手元にあり、ダバルプスはニルダ神に杖の所有者として認めさせた上で、杖の結界内でリルガミンを魔界化しようとしたが、それはかなわなかった。結局ダバルプスはアラビク、マルグダ姉弟に打倒され、杖は崩壊した宮殿跡にできた地下迷宮に消えるが、多くの冒険者達の活躍で、再びリルガミンに取り戻される。
神秘の宝珠
龍神ル'ケブレスが保有するという、森羅万象の理を映し出すという宝珠。天変地異の原因を探り出すため、その入手が切望されている。ゲーム『リルガミンの遺産』における大目標であるが、本作ではこの宝珠の入手がほぼ確定したところから物語が始まる。
ハースニール
「悪魔殺し（デーモンスレイヤー）」として名高い、伝説の「ダイヤモンドの騎士」の聖剣。その異名のとおり、魔界の住人に対して絶大な威力を発揮し、相手の急所である「死点」を抉る。人間なら、かすっただけでショック死するほどの威力を持つらしい。かつてアラビク王子と、もう一人の「ダイヤモンドの騎士」の手にあった後は、人の手に余る神器として、ほかの「ダイヤモンドの騎士」の装備と共に封印されてきた。
苦難に挑もうとする女王ベイキの祈りに、かつてのニルダの杖を奪還した勇者達の魂が応え、ニルダ神にその祈りが聞き届けられる。ニルダ神は勇者達の魂をつうじて、最後の「ダイヤモンドの騎士」の血を引く者に渡すようにと女王にハースニールを授け、それまではベイキが用いるようにと告げる。戦闘においてベイキは、ハースニールにはめ込まれたダイヤモンドの魔力を用い、精神を集中することによってダイヤモンドが振動し、広範囲に空気の刃を発生させる、僧侶の高位攻撃呪文「空刃（ロルト）」を繰り出すことが出来る。
手裏剣
東方から伝わった、忍者のために造られたといわれる伝説の武器。20センチメートルほどの短い二等辺三角形型の両刃の短刀で、「苦無（くない）」ともいわれる。本作のジヴラシアのような、忍者装束のみを身につけ、そのスピードと体術で戦うという忍者特有の戦闘スタイルを全く阻害することなく、「死点」を抉る忍者の戦闘術を最大限に活かすことができる。ジヴラシアは手裏剣を用いて、素手よりも半径の大きい「真空刃」を放つことが出来る。アドリアンがジヴラシアに提供し、魔法の武具だけあって損傷は全くないものの、超高熱で炙られたと見られる染みがあり、幾多の戦闘を潜り抜けたことを窺わせる。
エクスカリバー
ウィザードリィ#2における「ロングソード+5」に該当するアイテム。「梯子山」登攀に際してアドリアンがマイノスに提供した魔法剣。現実世界の伝説ではアーサー王の剣として有名だが、本作では独自の、しかも凄惨な由来を持つ。「貪るもの」という意味を持つらしく、ハースニールに並ぶ剣を造ろうという刀匠の執念が生み出した剣で、ハースニールよりも刀身を長くすることで、伝説の「悪魔殺し」の威力に近づけようとしたらしい。しかし、その製法が流布され、大量にその剣が作り出されることを恐れた時の王が、刀匠を捕らえて惨殺し、剣を自分のものにしたと伝えられている。実際血生臭い言い伝えに見合う、恐るべき斬れ味を誇り、自重のほとんど無い鳥の羽がその刃の上に舞い落ちただけで、綺麗に真っ二つになるほどである。剣に生きてきたマイノスはその斬れ味を目の当たりにし、言い伝えなどまるで関係なく、生涯最高の剣に出会った感動にしばらく陶酔していた。
聖なる鎧（アーマー・オブ・ロード）
ロードのために造られたといわれる鎧。別名「君主の装束（ローズガーブ）」。エクスカリバーと同じく、アドリアンによってマイノスに提供された。虹を織り込んだといわれる繊維を用いて造られ、防具類の中では最高クラスの装甲度を誇り、徐々に傷や体力を回復させる力を持つ。更にこれを身につけたロードの持つ武器に、悪魔族や不死（アンデッド）怪物に対する攻撃力を倍増させ、急所を抉る力を与える。この鎧の力を付与されたエクスカリバーは、ハースニールに並ぶ力を持つといっても良い。またマイノスの華麗な剣技も、この鎧を身につけたことで数段飛躍し、普段なら筋や関節などを痛めるような動きも可能になり、超常的な体術を引き出せるようになった。鎧という名がついているが、防護服のようなもので、体に身につけると鎧の形をとる。普段は衣服のように折りたたむことが出来、「梯子山」登攀にも邪魔にならなかった。
達人の刀（マスターカタナ）
「梯子山」の護衛ミフネが手にしていた、侍のための片刃剣。本作の侍が得意とする『気』を利用した斬撃、『居合』を放つに適した武器である。
本来はウィザードリィ#5に登場するアイテムだが作者がシナリオ等を担当したウィザードリィ外伝Ⅱにも登場している。
魔除けの首飾り
魔力を秘めた薄紫色の金属の円板がついた首飾り。身を付けた者の疲労回復を促し、さらには害意を持つ者から身を護る効果をもつ。
アドリアンがベイキに提供した。冒険者達と違って、何らかの鍛錬を受けたことがないベイキにとって、過酷な「梯子山」登攀の大きな助けとなった。
アーメット
鋼鉄製のフル・ヘルメット。「梯子山」の迷宮の探索を進める中で見つけられた古代の逸品。上質の防具ではあるが、特に強力な魔力を秘めた神器というわけではない。しかしながら終盤でひとつのキーとなるアイテムで、ある事情からガッシュが仲間から引き継ぐことになる。
象牙の短刀
華麗な彫刻を施された象牙の柄を持つ、美術品と見まごうばかりの美しい短刀。
マイノスの所持品で、ベイキを捕食すべく彼女に肉薄したアルタリウス（＝の皮を被った妖獣）を阻止するために、彼が投擲した。
原典は、シナリオ#3「リルガミンの遺産」に登場する、各PCの持つ属性それぞれに用意された専用の短刀の内の一つで、「善」専用の"Ivory Dagger"。
「魔大公」の大剣
異界の覇王「魔大公」が「梯子山」に残した大剣。巨体の魔王が振るっていた大剣なので、人間には当然振るうことは適わない。それだけではなく、人間なら触れただけで致命傷となる猛毒の邪気が込められており、強力な魔法の武具で守られた身であっても大きなダメージを受ける。さらに、その大剣に秘められた妖力は、「妖獣」の超再生能力も死滅させる赤い稲妻として放たれる。本来、人間界で人が手にするはずもない危険なものだが、「梯子山」での激しい戦いを経て、ある冒険者が決死の気迫で手にすることになる。「魔大公」に関しては後述参照。

### 国家、土地、建造物など
「梯子山」スケイル
リルガミン市郊外、北に約10キロメートルの位置に存在する火山。標高は1000メートル余り。その内部には全6階層からなる迷宮が存在し、その最上階に神秘の宝珠が安置されていると言われている。外観は切り立った岩壁であり、迷宮の突破以外に山頂に至る方法は無いとされていた。ル'ケブレスの結界により、第2層と第4層には「悪」の戒律の者が侵入することはできず、また第3層と第5層には「善」の戒律の者が侵入することはできない。そのためこの迷宮を探索するには善の者と悪の者との協力が不可欠である。最上階である第6層には転移（マロール）による侵入を弾き返す結界が張られている。なおスケイル（scale）の名は、岩壁が鱗のように見えること、龍神が善悪の調和を測る天秤のようであること、また切り立った岩壁が梯子でも掛けないと登れそうにないことに由来している。
リルガミン
大陸西端に位置する数千年の歴史をもち繁栄を続けてきた王国。王都はリルガミン市。リルガミン王家に伝わる秘宝ニルダの杖の魔法障壁により外敵から守られてきた。しかしこれまで3度の危機にみまわれている。1度目の危機は、約1000年前の悪魔王マイルフィックの災厄によるものであったが、ニルダの杖の魔法障壁により被害は最小限に抑えられた。2度目の危機は、約100年前の魔人ダバルプスの圧政であり、これに対しマルグダ王女とアラビク王子がダバルプスを打倒し、失われた「ニルダの杖」も冒険者たちの活躍で取り戻されている。3度目の危機が今回の天変地異であり本作で描かれている。
トレボー城塞
リルガミン王国から遠い場所に位置する城塞都市。『隣り合わせの灰と青春』の舞台でもある。ジヴラシアは、12歳のときにこの城塞に行き転職の館を訪れ、ニンジャマスター (ウェストウインド) と出会い忍者の資質を見出され、7年間にわたり山に籠ってニンジャマスターの指導のもと修行する。
ダバルプスの呪いの穴
約100年前の、魔人ダバルプスとマルグダ王女・アラビク王子との戦いにおいて、ダバルプスがアラビクの剣によって首を斬られた際に発した呪いの言葉によって、穿たれた穴。穿たれた直後にアラビクはこの穴に飲み込まれてしまう。またこの時の宮殿の崩壊によりニルダの杖は行方不明となる。その後地下迷宮への入口が発見され、冒険者たちによりアラビクが身に着けていた「ダイヤモンドの騎士」の装備とニルダの杖が取り戻されている。ニルダの杖が取り戻されてからは、迷宮の入り口を封印するように、杖の探索に携わった冒険者達の名前が刻まれた石碑が建てられる。救国の英雄達の名が「呪いの穴」の邪気を封じ、その場所を清めると言う意味合いがあるようだ。その石碑にはアラビク王子を初めとして、未登場のキャラクターや前作に登場した人物の名前も記されている。また「マイノス」と言う名前もあり、これは本作に登場するマイノスの先祖と思われる。ベイキはここで、ニルダ神と英霊達にハースニールを授けられる。
「森の彼方の国」ファールヴァルト
数千年前の古代に滅亡した公国。物語においてアドリアンはジヴラシアたちに対し、ファールヴァルトから長い旅を続けリルガミン市にたどりついたと述べる。神世の時代から高い知識と魔法技術により繁栄してきたといわれる。数千年前に、ある魔導師による不老不死を追求する研究の実験で生み出された不死の魔王のために、一夜のうちに滅び、以降は不死族の国となった。
冒険者の宿（アドベンチャラーズ・イン）
「梯子山」探索に挑む冒険者たちのためにリルガミン王国から供された宿。もとは大貴族の邸宅であったが、冒険者の宿とするにあたり増築された。「梯子山」を探索する冒険者は、一般の宿と比べて非常に低い宿泊料金で利用することができる。二階建てであり、1階、2階とも冒険者の宿泊室にあてられている。2階には亡き貴族の広い寝室（スイートルーム）があり、ある冒険者がスイートルームを独占している。1階にロビーと広い食堂がある。中庭には厩舎があり、厩舎で寝泊りする冒険者もいる。
消滅（ロスト）
死者が、還魂（カドルト）などの呪文をもってしても、蘇らせることのできない状態になること。一度蘇生に失敗して灰の状態になった死者が二度目の蘇生の試みによっても蘇らなかった場合、消滅してしまう。消滅した死者は探魂の呪文を使っても探知されなくなる。
大破壊（カタストロフィー）
リルガミンおよび世界に破壊と破滅をもたらす大変動（破壊的な超大規模地震）。リルガミンの五賢者が、それまでリルガミンで断続的に続いていた地震と気象の記録をもとに、大破壊が至近に起こるであろうことを予測する。

### 職業、技、呪文など
熟達者（マスター）
冒険者として十分以上の経験をつんだことの証となる称号。僧侶と魔術師は全ての呪文を行使できることが名乗る条件。
解呪（ディスペル）
僧侶の職業にある者であれば誰でももっている能力であり、不死の怪物（アンデッド）を浄化して無力化する。
居合
「気」を制御する侍を職業とする者が使う奥義ともいえる技。自らが発する「気」を刀の切先の一点に集中させ、本来の間合いより長い距離から実体のない「気」の斬撃を放つ。堅固な鎧に身を包んだ相手であっても、「気」の斬撃は鎧を透過して相手の肉体を切断する。受け流すことは不可能な攻撃であり、この「気」の斬撃から防御するには回避するしかないといわれる。

#### 職業
戦士
剣の重さと力で敵を斬る、前衛の職業。パーティの前衛で白兵戦の主力を担う。呪文は使えない。
盗賊
宝箱の罠を見抜き解除する能力に優れている職業。戦闘力もあるが戦士には遠く及ばず直接戦闘には不向き。
僧侶
治癒系呪文・防御系呪文を中心とした系統の呪文体系を修める職業。冒険者は傷を受けることが日常茶飯事であり毒に侵される危険もあり、僧侶の役割は大きい。
魔法使い
攻撃系の呪文を中心とした系統の呪文体系を修める、後衛の職業。パーティの後衛で呪文攻撃の主力を担う。
ビショップ（司教）
僧侶の呪文体系と魔法使いの呪文体系をともに修める上級の職業。
侍
「気」で敵を斬る、前衛の上級の職業。魔法使いが使う魔法をも使う魔法戦士。ただし魔法の習得速度は魔法使いより遅い。熟達した侍は「居合」という技を使うことができる。
ロード
白兵戦の主力を担う前衛の上級の職業。僧侶が使う魔法を使う魔法戦士。ただし魔法の習得速度は僧侶より遅い。最高の鎧とされる聖なる鎧を唯一装備できる。
忍者
卓越したスピードで敵を切る、前衛の上級の職業。忍者になるための苛酷な訓練で生まれた体は殺戮のための凶器であり、その能力は武具を何も身につけていない状態に十分に発揮される。
TVゲーム内では、何も防具を身につけないことで防御力が増し、急所を突いて一撃でしとめることは「素手で敵の首を切断する」と表現されているが、作中のジヴラシアの場合は、すばやい体術は防具で防ぐ以上に怪物の爪牙を回避し、貫手もしくは手裏剣で急所（眉間の場合が多い）を打ち貫くといった描写がされている。

##### 僧侶の呪文
封傷（ディオス）
生命力を回復する第1レベルの呪文。掠り傷程度の軽傷の治療に用いる。
幻光（ミルワ）
魔法の光で闇を照らす第1レベルの呪文。
彫像（マニフォ）
一群の敵を硬直させ動けなくする第2レベルの呪文。
空壁（バマツ）
味方に魔法障壁を巡らし防御力を高める呪文。
大治（ディアルマ）
傷を治し、生命力を回復する呪文の中では最大の効果をもつ第5レベルの呪文。
大減（バディアルマ）
単体の敵に対し大きく生命力を奪う第5レベルの呪文。
呪殺（バディ）
単体の敵の心臓近くの血管（冠動脈）に血栓を起こし死をもたらす第5レベルの呪文。
探魂（カンディ）
特定の人物が所在する位置（高度を含む）、生死を割り出す呪文。
快癒（マディ）
死以外のあらゆる症状（麻痺・石化を含む）を治し生命力を全快させる。特に高い段階の麻痺である石化の状態になった者を治すことができる唯一の呪文である。死に瀕した者でも一瞬のうちに全快させることができる。
空刃（ロルト）
第6レベルの攻撃呪文。多数の真空の刃により一群の敵を攻撃する。同レベルに快癒があるためほとんど使われることはない。ハースニールにも同種の魔術が込められており無限に使用可能。

##### 魔法使いの呪文
猛炎（ラハリト）
第4レベルの攻撃呪文。一群の敵に高熱の炎をもって攻撃する。
神拳（ツザリク）
遺失して久しい呪文で、緑の破壊光波により単体の敵を攻撃する第4レベルの攻撃呪文。
浮遊（リトフェイト）
遺失して久しい呪文で、地面から十数センチメートル程度の宙に浮遊する第4レベルの呪文。移動時の物音を消し、罠に落下することを防ぐことができる。
塵化（マカニト）
第5レベルの攻撃呪文。広範囲の空間の空気を変質させ、範囲内の中位レベル以下の敵を一瞬のうちに塵に分解する。ただし不死族の敵には効果がない。
窒息（ラカニト）
第6レベルの攻撃呪文。一定の範囲の空間の酸素を消滅させ範囲内の敵を一瞬のうちに絶命させる。
爆炎（ティルトウェイト）
第7レベルの攻撃呪文であり、知られている魔法の中で最も強力な威力がある。広範囲の敵に爆発の衝撃波と1000℃以上の炎によって攻撃する。
転移（マロール）
術者を含めたパーティを他の場所へ瞬間移動する。一度に6人まで移動可能である。戦闘時の逃走にも使えるが正確な位置指定が出来ないため極めて危険。また有効範囲は１キロ程度。
大変異（マハマン）
何らかの奇跡を呼び起こす第7レベルの呪文で術者が13レベル以上でないと使用しても効果が無い。起こしうる奇跡は、敵対者の魔法封じ、味方の魔法効果の増大、味方を護る魔法障壁、死者の蘇生などのいずれかである。術者が必ずしも望んだ奇跡を起こせるわけではなく、また使用すると術者のレベルが1つ下がってしまう。作中ではディーがエアージャイアントの不意打ちを受け絶命したジヴラシアを蘇生させるため、失敗したら自らの命を絶つ覚悟で使用する。

### 「梯子山」の守護者と護衛、及び住人達
ル' ケブレス
「梯子山」スケイルの主である巨龍。神とも呼ぶべき存在で、世界の平衡を司る守護者でもある。神秘の宝珠が善悪いずれの勢力にも偏らぬよう、両者が協力せねば突破できぬ迷宮の試練を課して人間を試しており、多くの怪物などを「梯子山」の護衛として配置している。彼の監視により、「梯子山」の迷宮には一定の秩序が保たれていた。
ミフネ
「梯子山」の護衛。翁の仮面をつけ、達人の刀（マスターカタナ）を手に居合を操る老年の侍。ル'ケブレスが召喚した護衛達のリーダー格で、直属の侍衆とともに迷宮最上層を守っていた。突如として「梯子山」を襲った事態により、自分の肉体を捨て、刀と仮面に自らの精神を宿すことになる。
巨鳥ロック
体長10メートルをこえる巨鳥。迷宮第5層を守護していた。その巨体のため、狭い迷宮内では十分に力を発揮することが出来なかった。ル'ケブレスには、倒されても無限に復活する力を授けられていた。
冒険者が「宝珠」を入手したため、護衛の任を解かれたはずなのだが、ジヴラシア達の目の前で見たこともない怪物（羽虫の群れ）に襲われており、ジヴラシア達に助けを求める様子を見せる。それに応じて、ディーが猛火（ラハリト）でロックを襲う羽虫の群れを焼き払う。
ゴブリン
迷宮の住人たちの中では、最も弱い部類に属する人型生物の魔物。ル'ケブレスが呼び込んだものではなく、勝手に住み着いているだけのようだが、冒険者達のいい鍛錬相手として、ル'ケブレスは黙認しているらしい。
牙の僧侶（プリースト・オブ・ファング）
邪教として禁じられている牙の教会の教徒で、ダバルプスの首をご神体としてあがめている。「梯子山」迷宮第5層にある、牙の寺院（テンプル・オブ・ファング）を拠点としているが、ル'ケブレスが呼び寄せた護衛集団とは本来関係ない。狂信的だけあって全員が強い呪力を持ち、「呪殺（バディ）」を連発するため、他の「梯子山」の護衛も近寄らぬほうが無難と決め込んでいるらしい。彼らもまた、「梯子山」で猛威を振るい始めた「妖獣」達の餌食となっている。
嘆きの精（バンシー）
人の死を告げる精霊。緑の衣をまとい長い黒髪をもつ女性の姿をしている。泣き叫んで、近い将来に死ぬ人間の方を指差すといわれる。ジヴラシアの前にたびたび現れ、人の死を予告する。

### ジヴラシア達の新たな敵
妖獣（ゼノ）
「梯子山」探索が終わる目前になって、突如人間を襲い始めた謎の生命体。他の生物に寄生し、相手の血液を媒介に肉体を変質させ、自分たちと同じ妖獣に変えてしまう。ゼノに寄生された人間は、肉体が完全に変質してしまうため蘇生魔法でも元に戻せない。 「ゼノ」という名前は、ノームの言葉で「誰も知らぬ者」の意とされている。
正体は異星から飛来した宇宙生物だが、ダバルプスによってその支配下に置かれている。
夢魔（サッキュバス）
妖艶な女性の姿をした夢魔で、物語序盤ジヴラシアの夢の中に夜な夜な現れ、その淫靡な誘惑で堕落させようとする。ジヴラシアには忌まわしい欲求が隠されていると囁きかけて来る。夢の中で相手の精神に作用することで、実際に肉体に傷をつけることが可能で、ジヴラシアの頬にはその爪によって細い傷が刻まれた。それをディーには「お相手の娘につけられた」などと誤解されていた。
夢魔の独断場である夢の中でジヴラシアを執拗に責め立て、かなり危険な状態であった。しかし、同時にジヴラシアもザザと共に、夢魔を捕らえようと罠を張り、ザザの呪法で作り出した結界によって捕らえることに成功する。ザザは夢魔を結界を用いた尋問で、何者の命令でジヴラシアを骨抜きにしようとしたのかを喋らせようとしたが、何かを喋る前に別の悪魔によって抹殺される。
炎の鞭を使う悪魔
上述の夢魔の口を封じた悪魔。人間型の姿をしている。炎の鞭を操り、その一撃は夢魔の生命力を一瞬で枯渇させるエナジードレインの力を持つ。かなり上位の悪魔であるらしく、魔剣を用いたジヴラシアの会心の斬撃も、肉体を包む結界によって防いだ。しかし完全に防ぎきれず負傷したため、ジヴラシアとザザに対して不敵な口上を述べてその場を去る。
しかしその時にジヴラシアにつけられた傷が、後にその悪魔の命取りになる。正体は「アークデーモン」。長身で暗い緑色のローブに身を包み中性的な美貌をもつ。エナジードレインを伴う炎の鞭による攻撃に加え、爆炎の呪文も唱えることができる。自らにかけられた呪文を無効化する。
黒竜（ブラックドラゴン）
漆黒の鱗に覆われた巨竜。竜族としては稀となっている種。常に血に飢えた凶暴な性格で、猫科の肉食獣のようなしなやかで強靭な四肢と、鋼の甲冑も突き破る爪と牙、鞭のようにしなる丸太の如き尾の一撃など、その身体能力ひとつとっても非常に危険である。また竜族だけあって知能は非常に高く、高度な攻撃呪文を駆使する。口からブレス（炎や吹雪を吐息として吐き出す）攻撃を行うのも竜族の例に漏れず、強酸のブレスを浴びせかけてくる。また、冒険者だけでなく「梯子山」の住人も餌食にしていた。
空気の巨人（エアージャイアント）
普段は気体の状態で、戦闘時に巨人の姿に実体化する。
羽虫の群れ（ノーシーアム・スワーム）
不気味な羽虫の群れで、その集合体は髑髏の形をとったとする。上述の黒竜などと同じく新たに現れた怪物で、やはり他の「梯子山」の護衛に襲い掛かっていた。
オークロード
頭部が豚の亜人類（デミ・ヒューマン）オークの上位種で、並みのオークの数倍の巨躯を持つ。強力な魔力の影響で突然変を起こした種であるらしく、かつてただ一箇所、「ダバルプスの呪いの穴」でしか出没したという記録がない。
ヘルハウンド
魔界に棲む魔犬。高い知性と狡猾さをもち、集団で炎の息を吐き獲物に襲いかかる。
バンパイアロード
不死怪物の王と言われる、吸血鬼の上位種。相手の生命力を奪うエナジードレインを始め、最高クラスの魔術や、妖術による浮遊能力や催眠術など、数々の危険な能力を持つ。また肉体を破壊されても、無限に再生する力を持つ。「森の彼方の国」ファールヴァルトを滅ぼした存在と言い伝えられる。また、かつて大魔術師ワードナの傍に仕えていたともいわれるが、その時のバンパイアロードとは違った存在であるようで、陰鬱な黒衣に不気味な奇相を持つ。「梯子山」に侵入したマイノスたちの前に現れ、ベイキにその魔手を伸ばす。
幻視の中の巨大な悪魔
物語中盤、ジヴラシアの時空を超えた幻視の中で垣間見る悪魔。巨人とも呼ぶべき巨体に甲冑を着込み、頭部には数本の角を持つ。四本の腕で、それぞれ二本の腕で大剣を両手持ちし、他の二本で槌と盾を持つ。
その正体は、約100年前ダバルプスがリルガミンを征服すべく、魔界の勢力を味方につけるために契約を結んだ魔王である。ダバルプスの死後も「呪いの穴」の最深部に潜み、リルガミンを魔界化しようとした。幻視するジヴラシアの前で、「ニルダの杖」を携えた「ダイヤモンドの騎士」（アラビクとは違う人物）とその魔王は死闘を繰り広げ、その騎士のハースニールの一撃は、自分の胴程もある巨槌を砕き、更にそのままの勢いで魔王の腕の一本を斬り落とす。
元ネタは、原作ゲームの『ダイヤモンドの騎士』ファミコン版において隠しボスとして、ウィザードリィ#4から追加された「魔大公（デーモンロード）」。
ダイヤモンドの騎士となったキャラクター1人と一騎討ちでのみ戦うことができ、本作中では戦士ガディがダイヤモンドの騎士となってこの「魔大公」を倒したことになっている。

## 「不死王」と「魔神マイルフィックの大災厄」（短篇『不死王』）
物語中盤、ジヴラシアは幻視によって今回の危機に関連する、過去のあらゆる歴史の光景を見せられる。その中の一つに、剣を持つ男が天空を飛翔し、巨大な怪物に立ち向かう光景があった。その世界は激しい風と雨に覆われ、男が飛ぶ空にはひときわ明度を増す満月があった。
これは本作の時代から約千年前、当時からは想像もつかない高度な魔法文明によって栄華を極めていた時代の光景であり、新装版に収録された短編『不死王』で描かれている。その時代、超魔法によって人々はあらゆる恩恵を享受し、文明の担い手たる魔導師達は生命の摂理をも操ろうとしていた。しかし高度な文明を誇る一方、魔法の知識を独占する少数の魔導師による専制支配や、魔力を持たない人間の奴隷支配などの腐敗も蔓延し、森の彼方の国「ファールヴァルト」は、その神をも恐れぬ魔力へのあくなき追究によって崩壊していた。また、当時の世界が魔力（世界の理を歪める力）を行使しすぎたせいで、別次元との境界が薄くなってしまった結果、魔神「マイルフィック」をはじめとする魔界の勢力の出現を招いた。この事態を受けて各種族の魔導王が集結、天空に浮かぶ魔神を超魔法によって攻撃する計画が立てられた。しかしこの計画を成功させるには、魔神に接近し、魔法を誘導する避雷針となる魔剣を突き立てなければならない。それが可能なのは世界でただ一人、不死身の存在といわれる「不死王」だけであった。しかし「不死王」は、「ファールヴァルト」崩壊の原因となった恐るべき魔人、悪魔と同等に人類にとって危険な存在であった。
エルフ王アルドウェンは「不死王」の説得のため、今や不死怪物の都と化した「ファールヴァルト」に向かい、途中出会った、恋人の行方を「ファールヴァルト」に捜し求める元奴隷剣闘士と共に「不死王」と遭いまみえ、紆余曲折の末「不死王」の助力を取り付ける。しかし「不死王」が魔神に剣を突き立て、それを標的に天空から降り注いだ超魔法が魔神をこの次元から消滅させたと同時に、魔法を行使した魔導王たちも魔力の反動によって全員落命する。世界は危機から救われたが、魔導師たちの死と、「マイルフィック」が起こした暴風雨による世界中の都市の崩壊により魔法文明は終焉を迎える。さらに、回復および蘇生呪文の発達が、かつては不老不死の種族であったエルフ族を、老衰し死を迎える種族に変えた。
アルドウェン王は最後の不老不死のエルフで、行き過ぎた魔法文明の発達が、世界の均衡を崩し崩壊を招くと考え、更に今後エルフ族も他の種族も、均一の寿命になるであろうということを予見していた。マイルフィックによる攻撃とは別に、アルドウェンは密かに魔法文明の抹消を図っており、息子に命じて各地の魔法の文献や道具を破棄して回っていた。「ニルダの杖」に守られたリルガミンにだけは侵入できず、魔法文明の遺産が遺されることとなった。
「不死王」はアルドウェンの策略で高度な魔法を封じられ、同時に「不死王」の目前で、魔神を倒すために多くの同胞を死に追いやった贖罪と、不老不死の自分の存在は後の世界にあってはならないと考えたアルドウェンが自ら命を絶つ。魔法文明を知る者として一人残された「不死王」は、その後約千年、影から人の世を見守り続ける。
この新装版に加えられた短編『不死王』は、本作の伏線となっている作品であり、「世界の均衡」というテーマも共通している。星の均衡を司るル'ケブレスが本作のタイトルで「龍」として表されているように、短編『不死王』では、過度な魔術の発達によって世界の崩壊の危機を招いたことや、生命倫理を無視した魔術研究で「不死王」が生まれた事、そして魔法によって繁栄しすぎたこととバランスをとるようにエルフ族の寿命が短くなりつつあるのを、最後の不老不死エルフ、アルドウェンの悲哀を通して描かれるなど、「生命」に関するテーマが色濃く描かれている。
魔法文明崩壊後、ただ一人永遠の命の持ち主として残された「不死王」は、本作で主要登場人物として登場するが、彼が「梯子山」の戦いに挑む目的は、アルドウェン達の遺志をついで、世界の均衡を乱す者、「不死」を騙る者を自分の手で討つためである。

## 書籍
- ベニー松山『小説ウィザードリィII 風よ。龍に届いているか』（宝島社、1994年、ISBN 4-7966-0831-1）
- ベニー松山『風よ。龍に届いているか 上』（創土社、2002年、ISBN 4-7893-0120-6）
- ベニー松山『風よ。龍に届いているか 下』（創土社、2002年、ISBN 4-7893-0121-4） - 短篇『不死王』が収録されている

## 関連作品
以下に挙げるベニー松山の著作と共通の世界設定を持つ。
- 『ウィザードリィのすべて』（攻略本） ISBN 4-88063-603-7
- 『小説ウィザードリィ 隣り合わせの灰と青春』 ISBN 4-88063-494-8 、ISBN 4-08-613330-X
- 『不死王』（『ウィザードリィ小説アンソロジー』 ISBN 4-7966-0172-4 所収、『風よ。龍に届いているか 下』 ISBN 4-7893-0121-4 所収）
- 『ウィザードリィ外伝II  黄泉の覇王』（画: 池上明子）全二巻 アスキーコミック （1994） ※ 絶版
- 『ウィザードリィCDドラマ1 ～ハースニール異聞～』